# Echinus
Genre
Echinus est un genre d'oursins de la famille des Echinidae.

## Caractéristiques

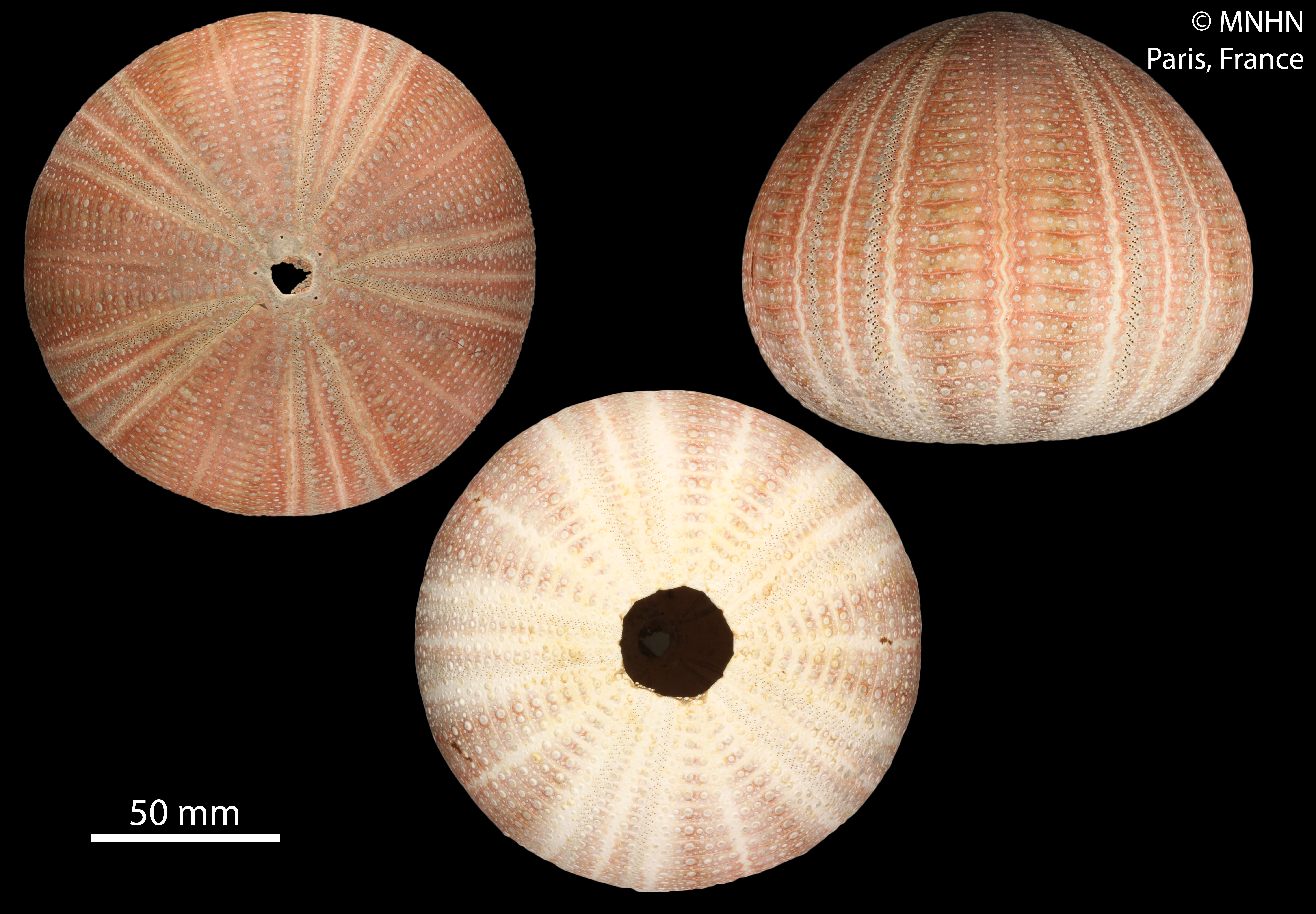
Test dEchinus melo (MNHN)

Ce sont des oursins réguliers : le test (coquille) est plus ou moins sphérique, protégé par des radioles (piquants), l'ensemble suivant une symétrie pentaradiaire (centrale d'ordre 5) reliant la bouche (péristome) située au centre de la face orale (inférieure) à l'anus (périprocte) situé à l'apex aboral (pôle supérieur).
Ces oursins sont aussi caractérisés par certaines spécificités squelettiques : leur disque apical est dicyclique, leurs plaques ambulacraires trigéminées, avec des paires de pores formant des arcs obliques formant des bandes méridiennes droites, et seulement une sur deux ou trois porte un tubercule primaire (contrairement aux Gracilechinus). Les plaques interambulacraires portent un unique tubercule primaire en position centrale, peu différencié des tubercules secondaires, qui sont assez nombreux.
Ces oursins sont apparus à la fin du Miocène, on les trouve aujourd'hui principalement dans l'Atlantique et en Méditerranée. Ils peuvent supporter des eaux froides et de grandes profondeurs.
Leur séparation avec le genre proche Gracilechinus est sujette à débat dans la communauté scientifique, notamment pour l'espèce Echinus acutus.

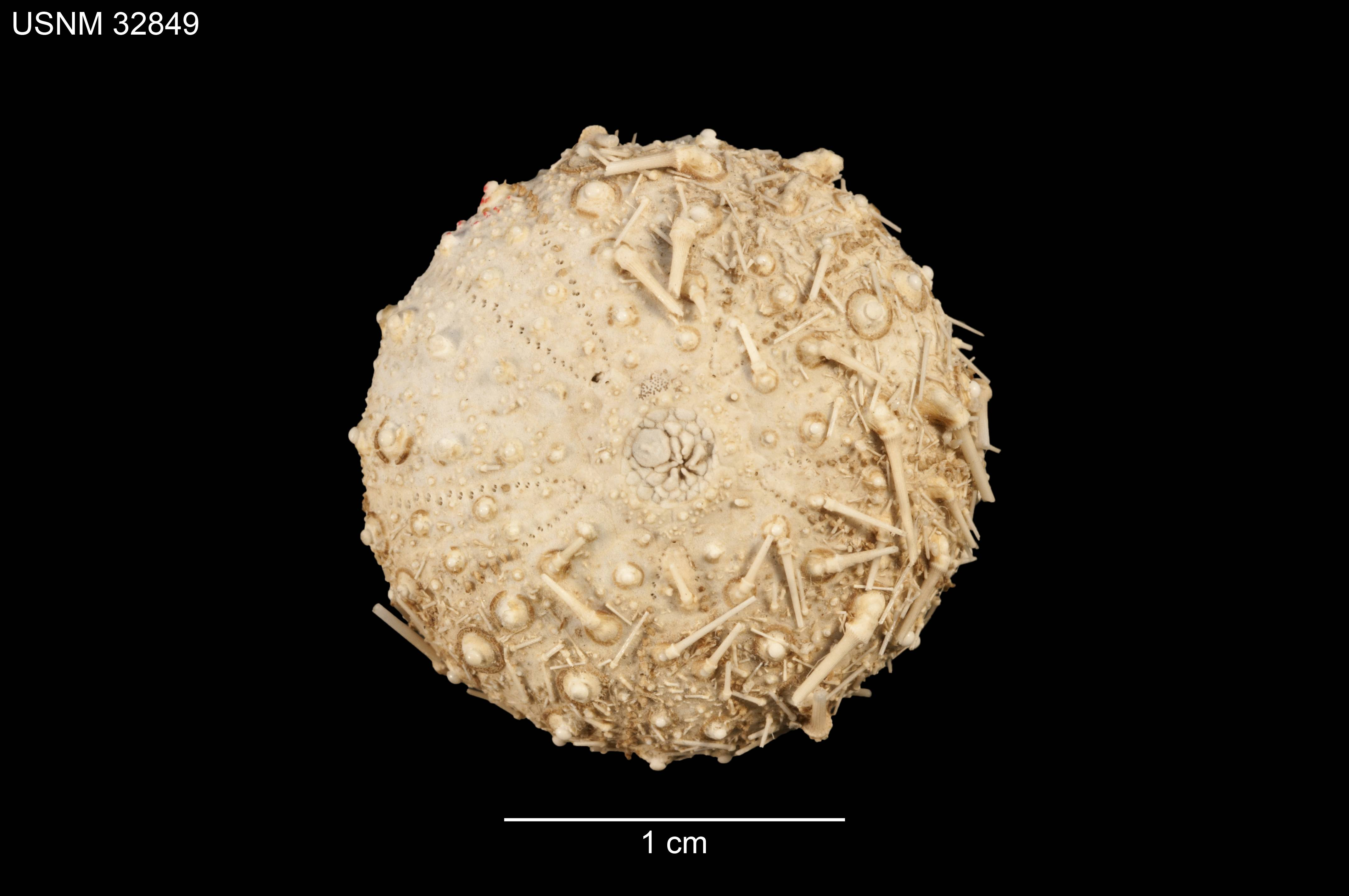
Echinus anchistus
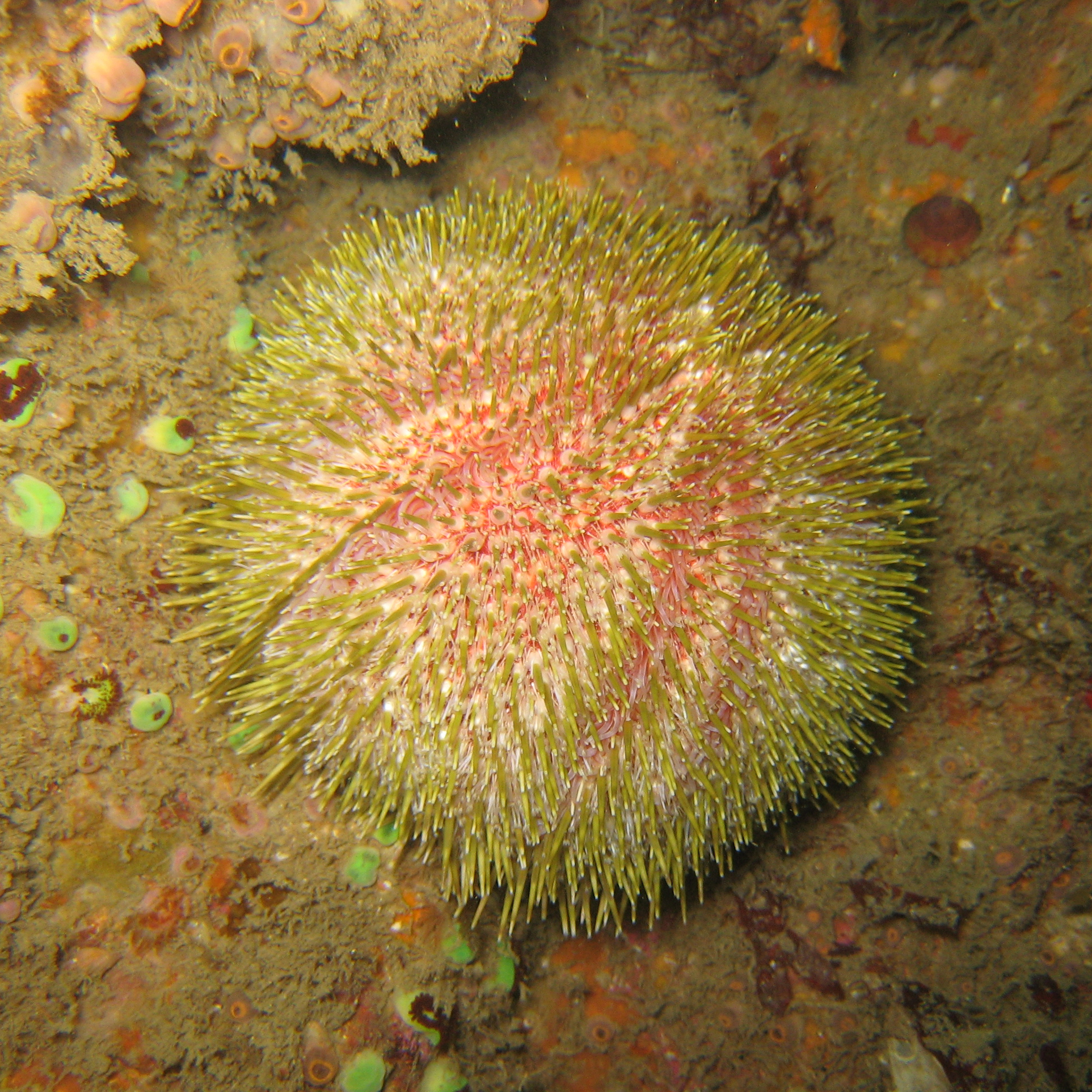
Echinus esculentus.
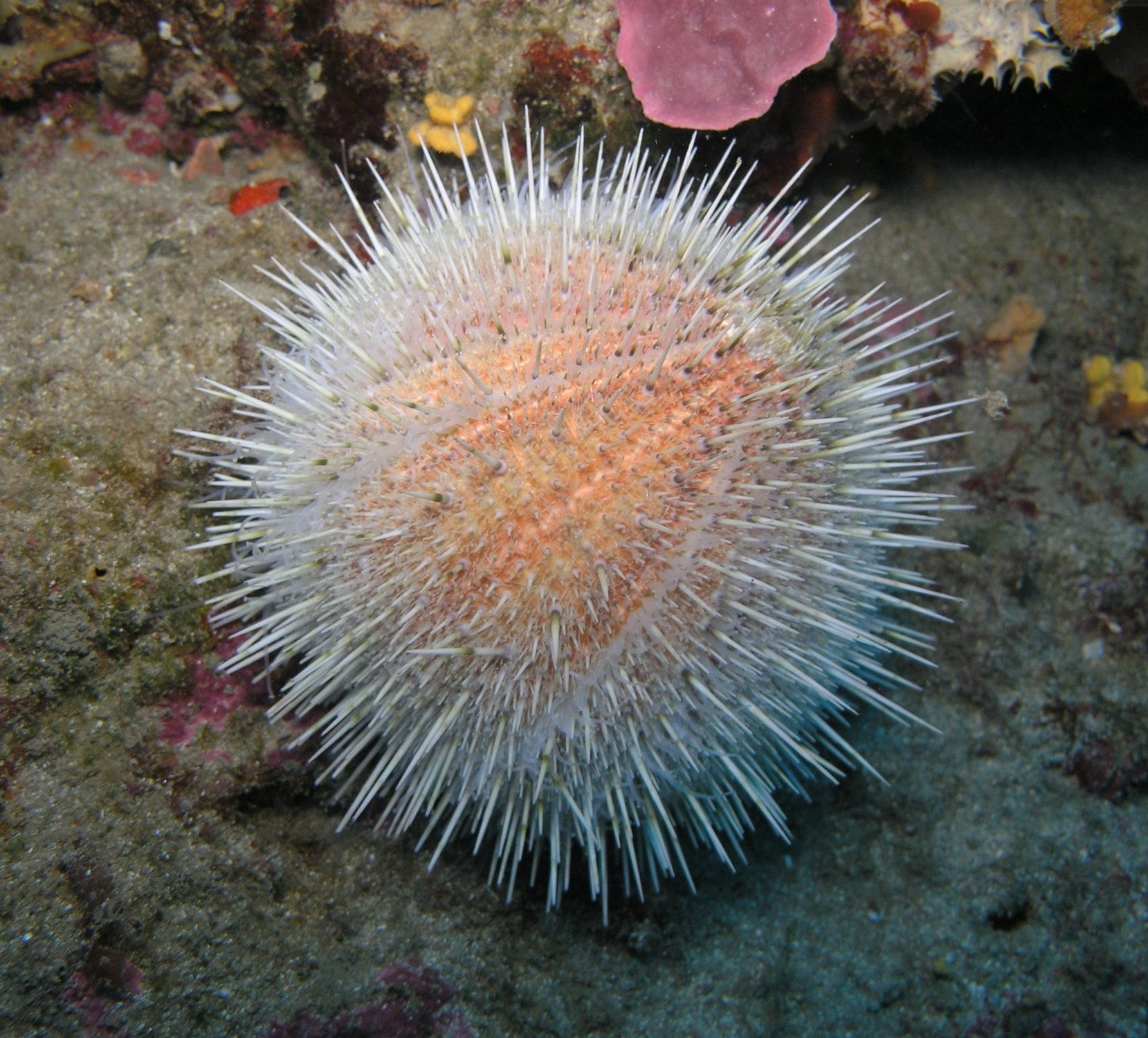
Echinus melo
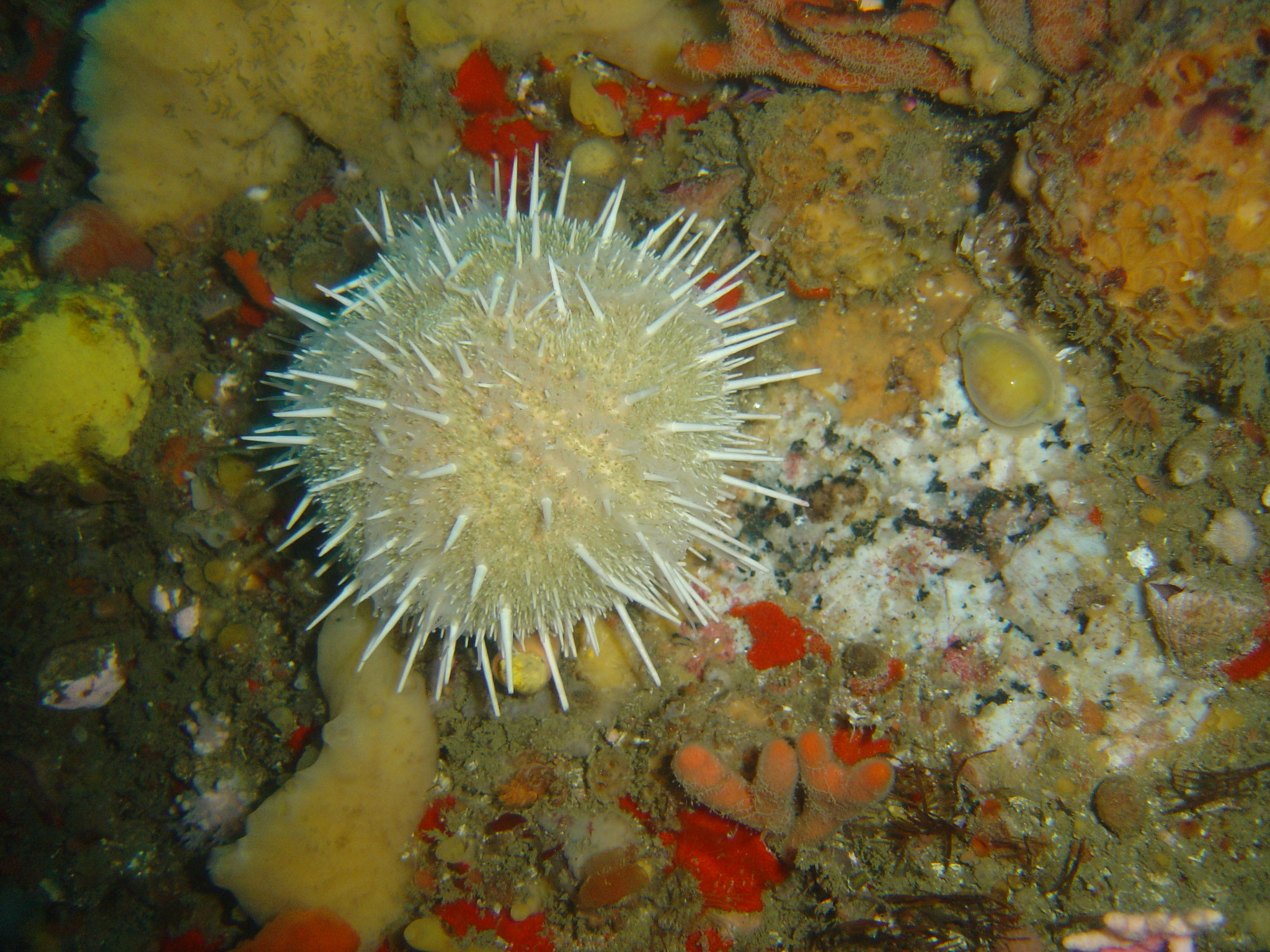
Echinus gilchristi.
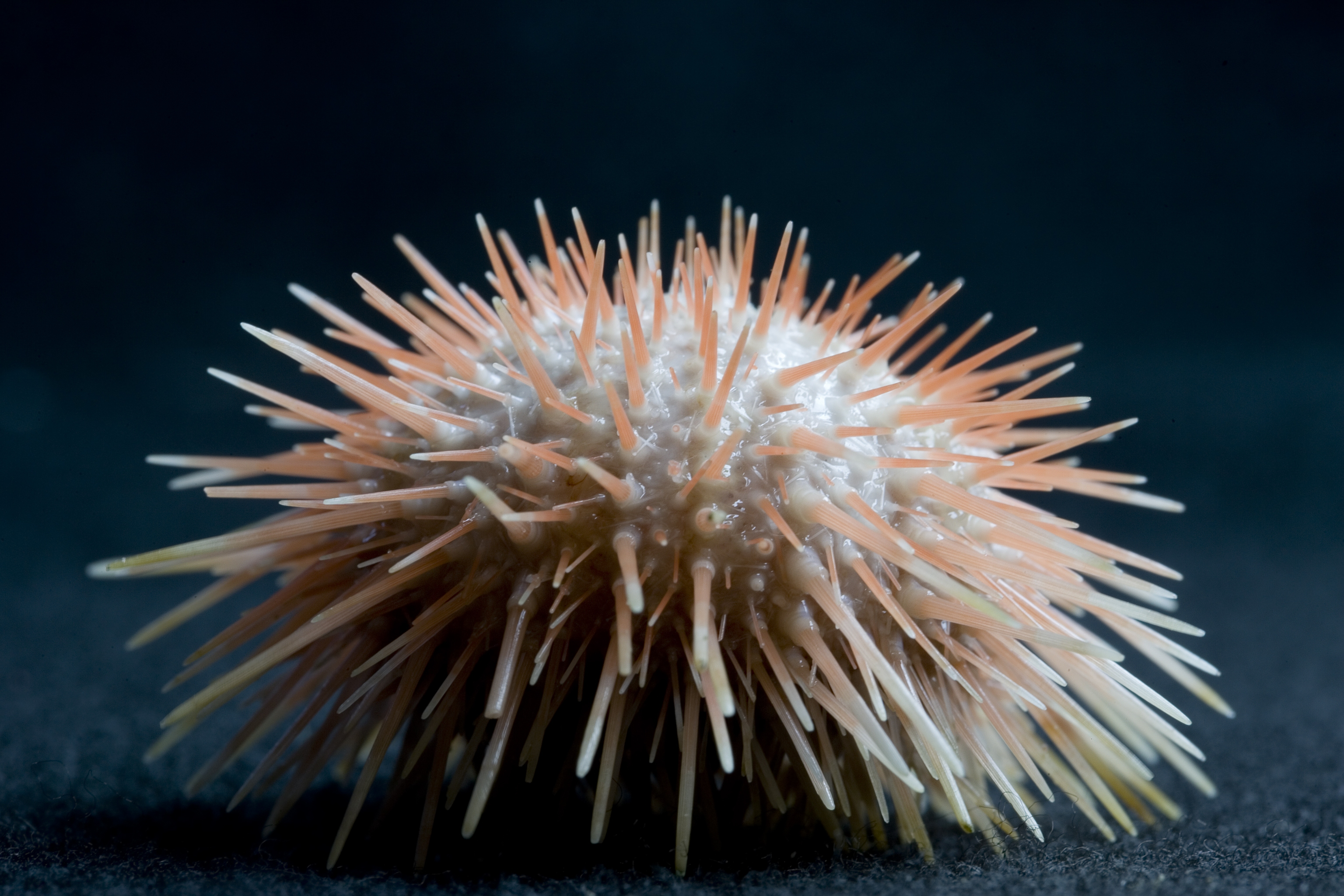
Echinus tylodes

## Liste des espèces
| Selon World Register of Marine Species (3 octobre 2013) : - Echinus anchistus H.L. Clark, 1912 -- Pacifique sud-est, 1890-2 400 m - Echinus esculentus Linnaeus, 1758 -- Oursin comestible (Atlantique nord-est, 0-100 m) - Echinus euryporus H.L. Clark, 1912 -- Pacifique sud-est, ~315 m - Echinus gilchristi Bell, 1904 -- Atlantique sud-est, 50-500 m - Echinus melo Lamarck, 1816 -- Oursin melon (Méditerranée et Açores, 30-1 100 m) - Echinus multidentatus H.L. Clark, 1925 -- îles Kermadec, ~1 000 m - Echinus tenuispinus Norman, 1868 -- Irlande, 130-200 m - Echinus tylodes H.L. Clark, 1912 -- Atlantique nord-ouest, 270-810 m - Echinus wallisi A. Agassiz, 1880 -- Atlantique nord-ouest, 460-2 100 m | Selon ITIS (3 octobre 2013) : - Echinus acutus -- déplacé dans Gracilechinus acutus par WoRMS - Echinus affinis -- déplacé dans Gracilechinus affinis par WoRMS - Echinus elegans -- déplacé dans Gracilechinus elegans par WoRMS - Echinus esculentus - Echinus gracilis -- déplacé dans Gracilechinus gracilis par WoRMS - Echinus melo - Echinus tenuispinus |